# IR-Klasse WDM-3D
Die Lokomotiven der Baureihe WDM-3D sind dieselelektrische Lokomotiven, die ab 2003 von den Diesel Locomotive Works (DLW) in Varanasi für Indian Railways gebaut wurden. Der Baureihen-Bezeichnung setzt sich aus W für wide ‚Breitspur‘, D für Diesel, M für mixed ‚Universallokomotive für Güter- und Personenverkehr‘ und 3 für eine Lokomotive mit einer Leistung zwischen 3000 und 4000 PS. Zwischen 2003 und 2016 wurden in den DLW insgesamt mehr als 590 Stück gebaut.
Die WDM-3D ist eine der erfolgreichsten Lokomotiven der Indian Railways, die eine mehrfach verbesserte Version der WDM-2 darstellt. Einige WDM-3D-Lokomotiven wurden in Nachbarländer wie zum Beispiel Sri Lanka Railways exportiert oder nach Bangladesh verschenkt. Im Januar 2020 waren immer noch eine beträchtliche Anzahl Lokomotiven bei Indian Railways sowohl auf Haupt- wie auch auf Nebenstrecken im Einsatz. Weitere Lokomotiven der Baureihe WDM-3D entstanden durch Umbau von Lokomotiven der Baureihe WDM-3B.

## Geschichte
Die WDM-3D basiert auf der 1962 aus den USA importierten Diesellokomotiven WDM-2, die von der American Locomotive Company (ALCo) entwickelt worden waren. Die Lokomotiven sind äußerst robust und einfach zu bedienen und zu warten, weshalb DLW, die Diesellokomotivfabrik von Indian Railway, zusammen mit der Research Design and Standards Organization (RDSO), der Forschungs- und Entwicklungsorganisation von Indian Railways, das Design mehrmals überarbeitete und mit stärkeren Motoren ausrüstete.
Durch Integration von Komponenten der EMD-Lokomotiven GT46MAC und GT46PAC in die ALCo-Plattform entstand aus der WDM-3A die WDM-3D. Die erste Lokomotive wurde im Juli 2003 mit der Nummer 11101 ausgeliefert. Sie gelangte mit weiteren vier Lokomotiven zum Depot Krishnarajapuram in der Region Bengaluru, wurde aber später nach Erode verlegt. Ende 2005 begann die Serienproduktion. Die ersten WDM-3D-Lokomotiven hatten Probleme mit der Leittechnik, was wahrscheinlich zur Entwicklung des WDM-3B im Jahr 2005 führte. Diese Baureihe basiert auf der WDM-3D, hat aber keine Mikroprozessorsteuerung. Die WDM-3D gilt mit über 590 gebauten Einheiten als erfolgreiches Design, obwohl die Produktion mittlerweile auf neuere Baureihen umgestellt wurde.
Eine Lokomotive hat einen verkürzten Vorbau ähnlich der WDP-4. Sie trägt die Nummer 11121 und ist in Erode beheimatet.

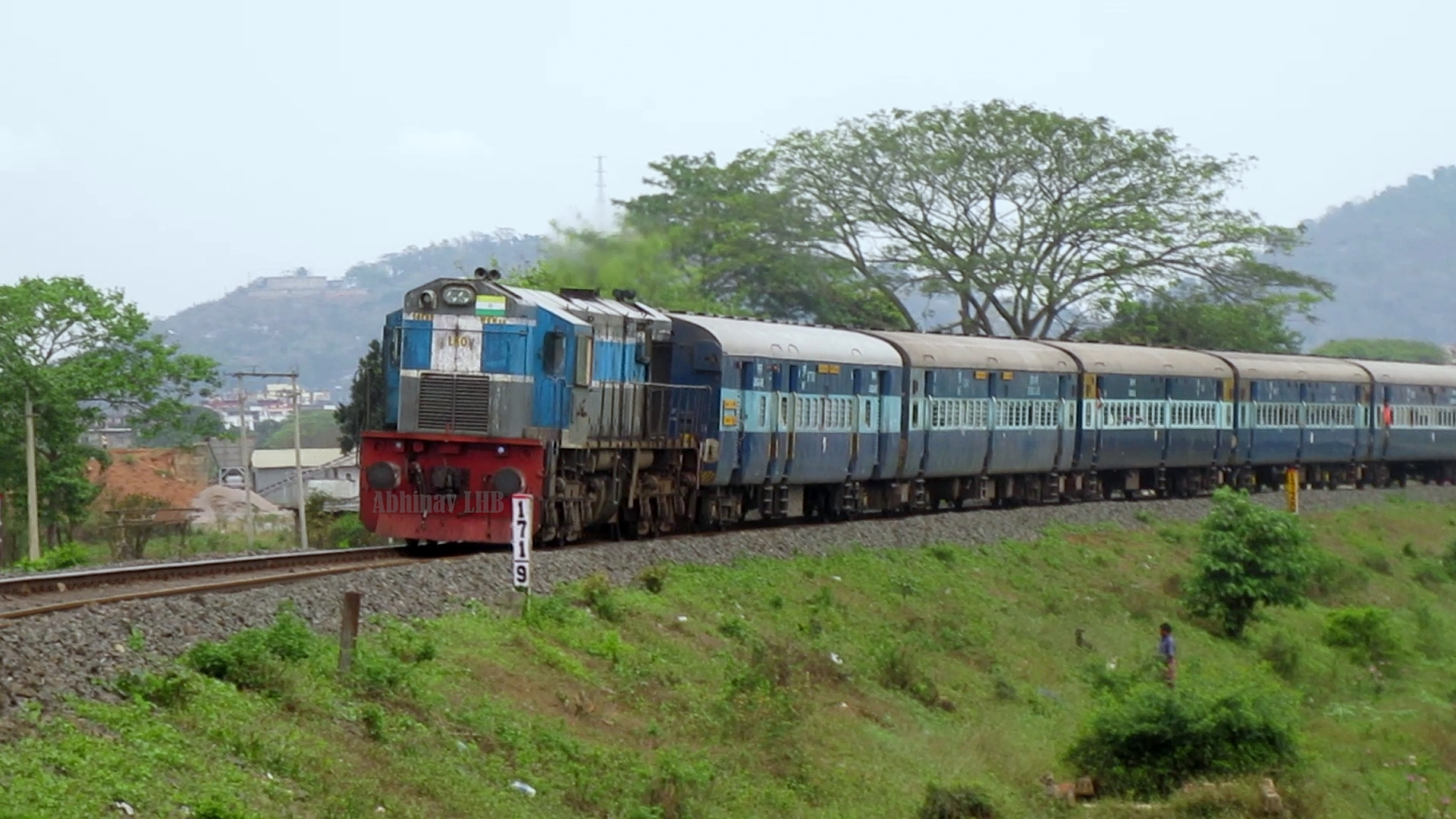
WDM-3B Nr. 14155 aus dem Depot Lucknow der North Eastern Railway mit dem Kamakhya–Gandhidham-Express

## Technik
Die WDM-3D ist die leistungsstärkere Version der WDM-3A, die gegenüber der WDM-3A um 50 cm kürzer ist. Die Lokomotive ist mit einem 3.300 PS-Dieselmotor Alco 251-C ausgerüstet, der eine maximal Traktionsleistung von 2.925 PS abgeben kann. Es handelt sich um eine verbesserte Version des 16-Zylinder-Motors Alco 251-B. Eine leistungsstärkere Version des Motors mit 3500 PS soll der Lokomotive genügend Leistung geben, um Reisezüge mit 24 Wagen mit 110 km/h zu befördern. Die WDM-3D hat nur Druckluftbremse, keine Saugluftbremse, und kann in Doppeltraktion verkehren.
Die Hauptkomponenten der elektrischen Ausrüstung werden von Bharat Heavy Electricals (BHEL) geliefert. Der Dieselmotor treibt einen Drehstromgenerator an, dessen Ausgangsspannung einem statischen Gleichrichter zugeführt wird. Dieser versorgt die sechs Gleichstrom-Tatzlager-Fahrmotoren mit Energie, wobei jeweils die drei Fahrmotoren eines Drehgestells dauernd parallel geschaltet sind. Die Getriebe haben eine Übersetzung von 18:65. Der Antriebsstrang wird durch eine Mikroprozessorsteuerung geregelt. Sie regelt die Erregung des Generators gemäß der durch den Lokführer vorgegebenen Fahrstufe und sorgt für eine optimale Kraftschlussausnutzung.
Die Drehgestelle sind eine verbesserte Version der bei der Baureihe WDG-3A verwendeten. Es handelt sich um ein geschweißte dreiachsige Alco-Drehgestelle für hohe Ausnutzung des Kraftschluss zwischen Rad und Schiene, wobei Reibungskoeffiziente von 0,33 erreicht werden. Vertikal- und Querdämpfer sorgen für verminderten Schlupf und geringere Radabnutzung, sodass Wartungskosten eingespart werden können.
Der Tank wurde gegenüber der WDM-3A zur Gewichtseinsparung verkleinert, sodass er noch 5.000 Liter Kraftstoff fasst. Weiter sind die Lokomotiven mit Positionslichtern außerhalb der Kabinentüren, elektrischen Makrofonen und Hochleistungspuffern ausgerüstet. Komponenten und Hilfsbetriebe wurden verbessert, um die Intervalle zwischen den erforderlichen Wartungen zu verlängern.

## Betriebswerke mit WDM-3D
Am 1. August 2020 waren noch 502 WDM-3D in Betrieb, was etwa 10 % aller Diesellokomotiven von Indian Railways entspricht. Die Lokomotiven waren wie folgt auf die Depots der Regionalgesellschaften aufgeteilt: 

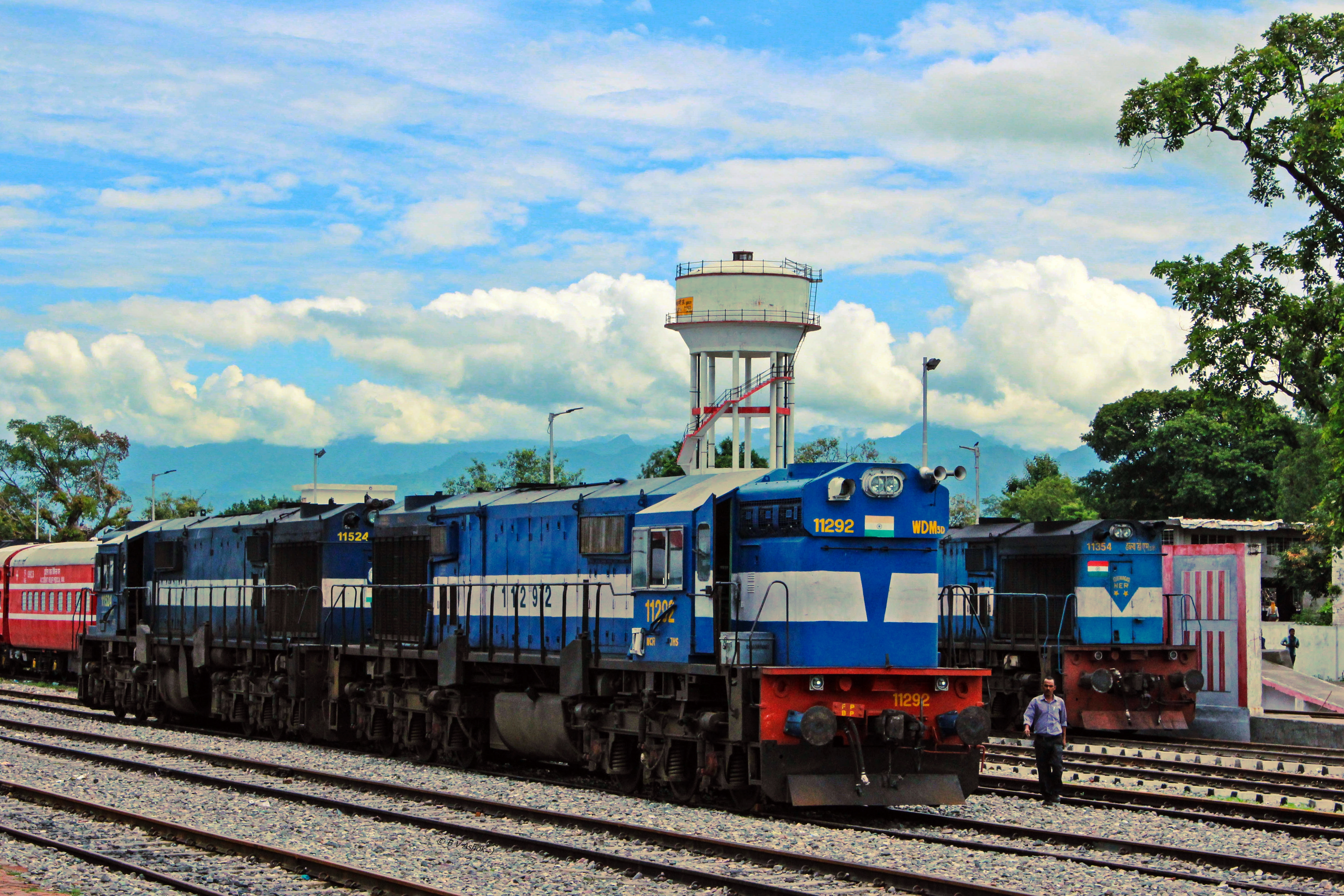
Doppeltraktion WDM-3D aus dem Depot Jhansi in der Lal Kuan Junction, dahinter eine einzelne WDM-3D aus dem Depot Izzatnagar

- Central Railway (CR)
  - Pune (PA): 36
  - Kalyan (KYN): 21
- Eastern Railway (ER)
  - Howrah (HWH): 21
- Eastern Central Railway (ECR)
  - Samastipur (SPJ): 37
- East Coast Railway (ECoR)
  - Visakhapatnam (VSKP): 12
- Northern Railway (NR)
  - Lucknow (LKO): 59
- North Central Railway (NCR)
  - Jhansi (JHS): 29
- North Eastern Railway
  - Izzatnagar (IZN): 37
- Northeast Frontier Railway (NFR)
  - Malda Town (MLDT): 15
  - New Guwahati (NGC): 11
- Southern Railway (SR)
  - Erode (ED): 51
- South Central Railway (SCR)
  - Gooty (GY): 22
  - Guntakal (GTL): 30
- South Eastern Railway (SER)
  - Bondamunda (BNDM): 15
- South Western Railway (SWR)
  - Krishnarajapuram (KJM): 4
- Western Railway
  - Ratlam (RTM): 19
  - Vatva (VTA): 32
- Western Central Railway (WCR)
  - Itarsi (ET): 43
  - New Katni Junction (NKJ): 8

## Sri Lanka

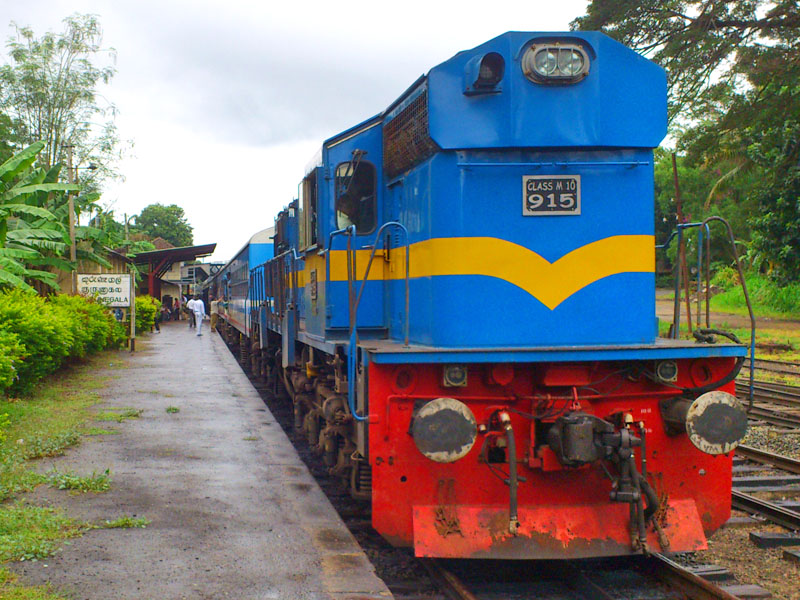
Lokomotive Nr. 915 der Klasse M10 der Sri Lanka Railways

Zehn WDM-3D-Lokomotiven wurden 2012 von der Sri Lanka Railways (SLR) gekauft. Die mit der Baureihe M10 bezeichneten Lokomotiven waren bei deren Beschaffung die größten und leistungsstärksten Lokomotiven der Bahn. Einige technische Daten weichen von denen der indischen Loks ab. Die Lokomotiven wurden zuerst für den Bau der Strecke Talaimannar–Kankasanthurei verwendet. Nach der Verlängerung der Nordstrecke bis Jaffna und darüber hinaus wurden M10-Lokomotiven für den Personenverkehr eingesetzt. Sie bespannen auch den prestigeträchtigen Schnellzug Yal Devi.